# Anton Hoppe (Politiker)
Anton Hoppe (* 12. Februar 1889 in Mülheim am Rhein; † 11. August 1968 in Herten) war ein deutscher Politiker der CDU.

## Leben
Hoppe besuchte eine katholische Volksschule und wurde danach zum Schlosser ausgebildet. Im Jahr 1914 trat er der christlichen Gewerkschaftsbewegung bei, deren Bezirksleiter er in Recklinghausen von 1928 bis 1935 war. Im Jahr 1935 wurde der Verein zwangsweise von der NSDAP aufgelöst. Ab 1937 war Hoppe als Kassenwart der katholischen Kirchensteuerkasse in Herten tätig.

## Politik
Erste politische Erfahrungen machte Hoppe in der Zentrumspartei, für die er bis 1933 dem Gemeinderat angehörte. Außerdem war er Gemeindevorsteher und war auch Mitglied des Kreistages und des Provinziallandtages. Von 1927 bis 1933 war Hoppe Beigeordneter in Herten. Nach Ende des Zweiten Weltkrieges war Hoppe unter den Gründungsmitgliedern der CDU in Westfalen und Recklinghausen. Von 1946 bis 1956 amtierte er als Landrat des Kreises Recklinghausen. Hoppe war Mitglied des ersten und des zweiten ernannten Landtages von Nordrhein-Westfalen.
Im Anschluss daran wurde er bei der Bundestagswahl 1949 durch den Gewinn des Direktmandats im Wahlkreis Recklinghausen-Land in das erste Bundesparlament gewählt. Hoppe war ordentliches Mitglied und seit Oktober 1951 stellvertretender Vorsitzender des Ausschusses für Angelegenheiten der Inneren Verwaltung. Anfang 1952 wurde Hoppe ordentliches Mitglied im Ausschuss für Kommunalpolitik. Außerdem war er noch stellvertretendes Mitglied im Haushaltsausschuss und des Ausschusses für Rechtswesen und Verfassungsrecht. 1953 schied er aus dem Parlament aus.